# Perušín
Perušín (1281 m) – szczyt w Wielkiej Fatrze na Słowacji. Znajduje się na północno-zachodnim grzbiecie północnego wierzchołka Malej Smrekovicy (1485 m). Grzbiet ten poprzez szczyty Rumbáre (1278 m) i Perušín opada do Ľubochniańskiej doliny, oddzielając dwie dolinki będące jej prawymi odgałęzieniami. Po południowo-zachodniej stronie jest to Blatná dolina, po północno-wschodniej dolina Čiernavá i jej lewe odgałęzienie z potokiem Krivá.
Perušín zbudowany jest z wapieni. Od szczytu w kierunku południowo-wschodnim płaskim i lekko wznoszącym się grzbietem ciągnie się duża pasterska hala. Jej szałasy znajdują się w dolnej części północno-wschodnich obrzeży hali. Poza tym stoki porośnięte są lasem. W kierunku północnym Perušín tworzy krótki grzbiet opadający w widły Ľubochnianki i potoku Čiernavá. Znajduje się na nim wybitna skała. Wychodnie skalne znajdują się także na stokach południowo-zachodnich. 
Znajduje się w obrębie Parku Narodowego Wielka Fatra, ponadto dużą część jego zboczy objęto dodatkową ochroną – utworzono na nich dwa rezerwaty przyrody. Na południowo-zachodnich zboczach (w dolinie Blatnej) jest to Kundračka, na wschodnich (w dolinie Krivej) Rumbáre.
Przez szczyt ani przez znajdującą się na nim halę nie prowadzi żaden szlak turystyczny.